# Click (filme)
Click é um filme estadunidense de comédia dramática, fantasia e ficção científica de 2006, dirigido por Frank Coraci, escrito por Steve Koren e Mark O'Keefe, e produzido por Adam Sandler, que também atuou no papel principal. O filme é co-estrelado por Kate Beckinsale e Christopher Walken. O filme foi lançado nos Estados Unidos em 23 de junho de 2006. Foi distribuído pela Columbia/Sony Pictures.
Sandler interpreta um arquiteto com excesso de trabalho que negligencia sua família. Quando ele adquire um controle remoto universal que lhe permite "avançar" através de partes desagradáveis ou totalmente sem graça de sua vida, ele logo descobre que aqueles aparentemente maus bocados continham partes vitais de lições da vida. As filmagens começaram no final de 2005 e foi concluída no início de 2006. Ele foi nomeado para um Oscar de melhor maquiagem.

## Enredo
Michael Newman é um arquiteto trabalhador, casado com sua namorada de longa data, Donna Newman, com dois filhos, Ben e Samantha. Michael é facilmente empurrado por seu chefe arrogante, John Ammer, e muitas vezes escolhe trabalhar em família. Michael visita a loja de varejo Bed Bath & Beyond para comprar um controle remoto universal para sua casa. Ele tropeça nos vários departamentos antes de cair em uma cama e vê uma seção intitulada "Além". Um homem chamado Morty oferece a Michael um controle remoto gratuito, mas avisa que ele nunca poderá ser devolvido.
Aprendendo a usar o controle remoto, Michael descobre que pode controlar a realidade da mesma forma que uma televisão, capaz de fazer uma pausa, retroceder a eventos do passado ou avançar no tempo. Ele a usa para avançar rapidamente com doenças e discussões com Donna. Morty diz a Michael que, durante esses momentos, seu corpo está em "piloto automático", passando por seus movimentos da vida cotidiana, enquanto sua mente salta à frente.
Michael é incapaz de comprar bicicletas prometidas para seus filhos, mas sabendo que Ammer planeja promovê-lo a uma parceria, ele usa o controle remoto para pular para a promoção. Ele fica chocado ao descobrir que um ano se passou. Durante esse tempo, ele e Donna entraram em aconselhamento matrimonial, seus filhos cresceram com gostos diferentes e descobriram que Sundance, o cachorro da família, havia morrido. O controle remoto, tendo aprendido suas preferências, começa a pular o tempo em resposta a desejos casuais que Michael faz. Michael tenta se livrar do controle remoto ou destruí-lo, mas o controle remoto reaparece em suas mãos logo após cada tentativa.
No trabalho, Ammer diz a Michael que planeja se aposentar, o que tornaria Michael o novo chefe da Divisão Internacional. Quando Michael pressiona o assunto de sua promoção, Ammer diz a ele que com o tempo ele poderia ser promovido a CEO, o que faz com que o controle remoto avance instantaneamente dez anos no futuro, onde Michael é agora CEO. Enquanto Michael é rico, ele se tornou obeso mórbido e Donna se divorciou dele. Ele volta para casa para encontrar Ben, que agora está acima do peso como ele mesmo, e Samantha, que ambos se tornaram adolescentes mal-humorados. Ele argumenta com Donna e seu novo marido, Bill, que traz seu cachorro da família para saltar sobre Michael, deixando-o em coma. O controle remoto pula vários anos para quando Michael acorda do coma e não é mais obeso. Ben agora é sócio da firma e o pai de Michael, Ted, morreu.
Enquanto Michael está de luto por seu pai, Morty reaparece e revela a Michael que ele é o Anjo da Morte. Michael pede para ir a um "bom lugar", onde o controle remoto o encaminha mais alguns anos no futuro para o casamento de Ben. Michael tem um ataque cardíaco quando dança com Donna. Quando ele acorda no hospital mais tarde naquele dia, ele encontra sua família lá, incluindo Ben. Ben decidiu pular sua lua de mel para ajudar a resolver alguns problemas com a empresa, mas Michael implora para que ele não ignore sua esposa. Enquanto Ben e Samantha saem para o aeroporto, Michael tenta segui-lo, mas cai no meio da rua, antes de morrer, ele aconselha seu filho que a família vem em primeiro lugar, não o trabalho e dinheiro, e também disse a eles que ele ainda os ama, então Morty aparece dizendo a Michael que está na hora para ele ser levado.
Michael acorda de volta na cama da Bed Bath & Beyond, alguns minutos antes de receber o controle remoto e percebeu que tudo aquilo era apenas um sonho, ele fica muito feliz, depois ele vai para casa dos seus pais, a casa de Ted e Trudy e sua família para compensar os erros que ele cometeu com o controle remoto e leva-os a acampar para o fim de semana de 4 de julho, em vez de trabalhar. Lá ele vê o controle remoto no balcão com uma nota de Morty, lendo: "Bons rapazes precisam de um tempo". Michael considera o controle remoto por um momento antes de jogá-lo fora e fica radiante quando o controle remoto não reaparece em sua mão.

## Elenco
- Adam Sandler como Michael Newman
  - Emilio Cast como Michael aos 10 anos
- Kate Beckinsale como Donna Newman, a esposa de Michael
- Christopher Walken como Morty, o Anjo da Morte
- David Hasselhoff como John Ammer, o chefe de Michael
- Henry Winkler como Theodore "Ted" K. Newman, o pai de Michael
- Julie Kavner como Trudy Newman, a mãe de Michael
- Sean Astin como Bill Rando, o técnico de natação de Ben e novo marido de Donna na linha do tempo alternativa
- Jennifer Coolidge como Janine, a melhor amiga de Donna e esposa de John Ammer na linha do tempo alternativa
- Sophie Monk como Stacey
- Joseph Castanon como Benjamin "Ben" Newman, filho de Michael, aos 7 anos
  - Jonah Hill como Ben aos 17 anos
  - Jake Hoffman como Ben com 22–30 anos
- Danielle Tatum McCann como Samantha "Sam" Newman, filha de Michael, aos 5 anos
  - Lorraine Nicholson como Samantha aos 14 anos
  - Katie Cassidy como Samantha aos 27 anos
- Cameron Monaghan como Kevin O'Doyle, o desagradável vizinho de 10 anos de Michael
- Rachel Dratch como Alice, a assistente de Michael (na linha do tempo alternativa, se tornou homem e passou a se chamar Alan)
- Nick Swardson como Funcionário da Cama, Banho e Mais Além
- Carolyn Hennesy como Kathy O'Doyle, mãe de Kevin
- Dolores O'Riordan como cantora na festa de casamento de Ben
- Frank Coraci como enfermeiro
- Sid Ganis como Dr. Bergis, terapeuta de Michael e Donna na linha do tempo alternativa
- Rob Schneider como Príncipe Habeeboo (não creditado)
- James Earl Jones como ele mesmo / Narrador (apenas voz; não creditado)
- Terry Crews como Homem cantando no carro durante o trânsito (não creditado)

## Recepção

### Lançamento
O filme foi exibido fora de competição no Festival Internacional de Cinema de San Sebastián.

### Resposta da crítica
Click recebeu comentários mistos a negativos de críticos. O Rotten Tomatoes dá ao filme uma taxa de aprovação de 32% com base em 167 avaliações, dando ao filme uma classificação de "podre"; a nota média do filme no site é de 4,78/10 sob o seguinte consenso crítico: "Click de Adam Sandler copia descaradamente os filmes It's a Wonderful Life e Back to the Future e não produz os risos necessários que perdoam tal imitação". O Metacritic deu uma pontuação 50/100, que indica "críticas mistas ou médias". O público consultado pelo CinemaScore deu ao filme uma nota média de "B+" em uma escala de "A+" a "F".

### Bilheteria
Click arrecadou US$ 137 355 633 nos Estados Unidos e US$ 103 329 693 internacionalmente, para um total de US$ 240 685 326 mundialmente, se tornando um sucesso comercial (considerando seu orçamento de US$ 82,5 milhões).

### Prêmios e nomeações
- Oscar de melhor maquiagem (nomeado)
- 33rd People's Choice Awards: Filme Favorito de Comédia (venceu)
- 2007 Kids' Choice Awards: Filme Favorito (nomeado)
- 2007 Kids' Choice Awards: Ator Favorito de Filme para Adam Sandler (venceu)

## Trilha sonora
1. The Cars - "Magic"
2. The Kinks - "Do It Again"
3. The Offspring - "Come Out and Play"
4. Gwen Stefani - "Cool"
5. Carole King - "I Feel the Earth Move"
6. Irving Gordon - "Be Anything (but Be Mine)"
7. Parliament - "Give Up the Funk (Tear the Roof off the Sucker)"
8. Boots Randolph - "Yakety Sax"
9. Walter Wanderley - "Summer Samba"
10. Peter Frampton - "Show Me the Way"
11. Captain & Tennille - "Love Will Keep Us Together"
12. Toto - "Hold the Line"
13. T. Rex - "20th Century Boy"
14. Tears for Fears - "Everybody Wants to Rule the World"
15. Nazareth - "Love Hurts"
16. The Andrea True Connection - "More, More, More"
17. Loverboy - "Working for the Weekend"
18. The Cranberries - "Linger"
19. Frank Sinatra - "I'm Gonna Live Till I Die"
20. The Strokes - "Someday"
21. Ric Ocasek - "Feelings Got to Stay"
22. Jimmy Van Heusen - "Call Me Irresponsible"
23. U2 - "Ultraviolet (Light My Way)"
24. Air Supply - "Making Love Out of Nothing at All"
25. New Radicals - "You Get What You Give"